# مايا (مرضعة)
مايا كانت مرضعة الملك توت عنخ آمون من الأسرة الثامنية عشر. أكتشف مقبرتها من قبل البعثة الفرنسية في منطقة سقارة عام 1996. يرجح بعض العلماء بأن مايا هي نفسها ميريت آتون شقيقة توت عنخ آمون.

## المقبرة
تعد مقبرة مايا واحدة من أجمل مقابر الدولة الحديثة، وهي عبارة عن ممر يؤدي إلى حجرة رئيسية، بها 4 دعامات، يظهر عليها نقش يمثل صاحبة المقبرة واسمها، وعلى يسار الداخل لهذه الحجرة يوجد ممر هابط يؤدي إلى حجرات الدفن الخاصة بالمقبرة.وفي عام 2015 أفتتحت المقبرة لأول مرة للجمهور.